# تاد آکین
ویلیام تاد آکین (William Todd Akin) (زادهٔ ۵ ژوئیه ۱۹۴۷ – درگذشتهٔ ۳ اکتبر ۲۰۲۱)، سیاستمدار جمهوری‌خواه آمریکایی که از سال ۲۰۰۱ تا ۲۰۱۳، نمایندهٔ دومین حوزهٔ انتخاباتی میزوری بود. او متولد شهر نیویورک و بزرگ‌شدهٔ سنت لوئیس بزرگ بود. آکین پس از گرفتن مدرک کارشناسی از مؤسسهٔ پلی‌تکنیک ووستر در ماساچوست، در سپاه مهندسی ارتش ایالات متحده خدمت کرد و در صنایع کامپیوتر و فولاد مشغول به کار شد. در سال ۱۹۸۸، او به عضویت مجلس نمایندگان میزوری درآمد و تا سال ۲۰۰۰ در مجلس ایالتی خدمت کرد. سپس به عضویت مجلس نمایندگان ایالات متحده درآمد و تا سال ۲۰۱۳ در آنجا خدمت کرد.
فعالیت آکین در کنگره، پس از شکست او در تلاش برای برکناری سناتور دموکرات، کلر مک‌کسکیل در انتخابات ۲۰۱۲ به پایان رسید. آکین که در انتخابات مقدماتی جمهوری‌خواهان پیروز شده بود، در نظرسنجی‌های پیش از انتخابات، از کلر مک‌کسکیل جلوتر بود تا اینکه اظهار داشت، زنانی که قربانی آنچه که او «تجاوز مشروع» می‌نامید، به ندرت باردار می‌شوند. آکین در نهایت به خاطر این اظهار نظر عذرخواهی کرد، اما درخواست‌های مبنی برای کناره‌گیری از انتخابات را نپذیرفت. او از کلر مک‌کسکیل با ۳۹٫۲ درصد به ۵۴٫۷ درصد شکست خورد. در کتابی که در ژوئیه ۲۰۱۴ منتشر شد، آکین از اظهارات نخستین خود دفاع کرد و بیان داشت که از عذرخواهی خود پشیمان است.

## اوایل زندگی، تحصیلات و کسب و کار
آکین متولد شهر نیویورک و بزرگ‌شدهٔ سنت لوئیس بزرگ بود. والدینش نانسی پری (نام تولد: بیگلو) و پل بیگلو آکین بودند. پدرجد آکین، توماس راسل آکین، در سال ۱۹۱۱، شرکت فولاد لکلدی را در سنت لوئیس تأسیس کرد. در آخر، این شرکت به پدربزرگش، ویلیام آکین، و سپس به پدرش، پل رسید. پدرش از نسل سوم فارغ‌التحصیلان دانشگاه هاروارد بود که در زمان جنگ جهانی دوم به عنوان افسر در نیروی دریایی خدمت کرد.
آکین از مدرسهٔ جان باروز، مدرسه‌ای غیرانتفاعی در حومهٔ شهر سنت لوئیس، و از مؤسسهٔ پلی‌تکنیک ووستر در ووستر، ایالت ماساچوست، فارغ‌التحصیل شد و در سال ۱۹۷۰، مدرک کارشناسی علوم با گرایش مهندسی مدیریت گرفت. او پس از فارغ‌التحصیلی به عنوان افسر مهندس در گارد ملی ارتش ایالات متحده خدمت کرد و سپس تا سال ۱۹۸۰ در نیروی ذخیرهٔ ارتش بود. او پس از ترک خدمت تمام‌وقت، در شرکت آی بی ام، به فروش عمدهٔ سیستم‌های کامپیوتری مشغول و سپس به عنوان مدیر در کسب و کار خانوادگی در حوزهٔ فولاد مشغول به کار شد. آکین در سال ۱۹۸۴، از حوزهٔ علمیه، مدرک کارشناسی ارشد الهیات گرفت و در آنجا به مطالعهٔ زبان‌های یونانی، عبری و تفسیر محافظه‌کارانهٔ متون مقدس پرداخت. او به کلیسا ملحق نشد.
آکین از فعالان دیرین ضد سقط جنین و در مقطعی، عضو هیئت مدیرهٔ انجمن مخالفان سقط جنین میزوری بود. او حداقل هشت بار مابین سال‌های ۱۹۸۵ و ۱۹۸۸، در حالی که در مقابل کلینیک‌های سقط جنین در ایلینوی و میزوری تظاهرات می‌کرد، به جرم تخطی از قانون دستگیر شد. او اظهار داشت که تظاهرات مسالمت‌آمیز بودند و برای دفاع از عقایدش عذرخواهی نخواهد کرد. او در آن دوران از نام «ویلیام آکین» استفاده می‌کرد. پس از آن دوره، زمانی که برای منصب سیاسی نامزد شد، از نام «تاد آکین» استفاده کرد.

## مجلس نمایندگان ایالات متحده

### انتخابات
در سال ۲۰۰۰، با کناره‌گیری جیم تلنت، نمایندهٔ ایالات متحده که برای فرمانداری نامزد شده بود، آکین برای گرفتن کرسی مجلس در انتخابات مقدماتی جمهوری‌خواهان شرکت کرد. مشارکت اندک رأی دهندگان به خاطر باران شدید به آکین کمک کرد که تنها با ۵۶ رأی در این انتخابات مقدماتی تنگاتنگ پیروز شود. او دو کاندید شناخته‌شده، جین مک‌ناری، مدیر اجرایی سابق شهرستان سنت لوئیس و فرانک فلوترون، سناتور ایالتی را شکست داد. آکین در شبی که در انتخابات مقدماتی پیروز شد، اظهار داشت که «در پایگاه انتخاباتی من زلزله خواهد شد.» آکین در انتخابات همگانی، تد هاوس، سناتور ایالتی دموکرات را با ۵۵ درصد آرا شکست داد. او دیگر هرگز با چنین رقابت تنگاتنگی مواجه نشد و برای پنج بار مجدداً انتخاب شد. در سال ۲۰۱۰، آکین با کسب ۶۷٫۹ درصد آرا مجدداً انتخاب شد.

### دوران تصدی
آکین در سال ۲۰۰۸ از اتحادیهٔ محافظه‌کاران آمریکا، امتیاز ۹۶٪ و در سال ۲۰۰۷، امتیاز ۱۰۰ درصد را به دست آورد.
آکین در بیشتر دوران تصدی خود، در فهرست رسمی مجلس با عنوان «نمایندهٔ سنت لوئیس» ثبت شده بود، هرچند که منطقهٔ او شامل هیچ بخشی از شهر سنت لوئیس نبود.

#### مسائل اجتماعی
آکین مخالف صریح سقط جنین در هر شرایطی، از جمله دلایل سلامتی یا در موارد تجاوز جنسی یا زنای با محارم، و مخالف تحقیقات سلول‌های بنیادی جنینی بود. او در سخنرانی سال ۲۰۰۸ در صحن مجلس، متخصصین سقط جنین را «تروریست» نامید و ادعا کرد که عمل «سقط جنین» روی زنانی که واقعاً باردار نبوده‌اند، «امری رایج» برای متخصصین سقط جنین است.
آکین از حامیان حق نگهداری و حمل اسلحه بود و رتبه A از انجمن ملی سلاح داشت. او از حامیان سرسخت ممنوعیت دولتی دربارهٔ پوکر آنلاین بود. وی با لایحهٔ طرح همگانی آموزش همهٔ کودکان مخالفت کرد. او معتقد بود که دولت فدرال نباید دربارهٔ آموزش تصمیم بگیرد، بلکه دولت محلی باید بر آموزش عمومی نظارت داشته باشد.

#### مسائل نظامی
آکین زمانی را صرف کار روی مسائل نظامی و کهنه سربازان کرد. او در کمیتهٔ یگان‌های نیروی مسلح مجلس، به عنوان رئیس کمیتهٔ فرعی نیروهای دریایی و توان نظامی که به مسائل مربوط به نیروهای دریایی و هوایی رسیدگی می‌کند، خدمت کرد. او در کمیتهٔ فرعی نیروی دریایی و کمیتهٔ فرعی نظارت و تحقیقات به عنوان جمهوری‌خواه بلندپایه خدمت کرد. او همچنین لوایح مربوط به کهنه سربازان به ویژه لایحهٔ ثبت سوختگی به خاطر سوزاندن پسماند در فضای باز و بدون نظارت را مطرح کرد که برای کهنه سربازان عراق و افغانستان که در معرض این سوختگی قرار گرفته بودند، یک بایگانی ایجاد می‌کند. آکین مخالف لغو خط مشی شهر دوور بود که در آن پوشش رسانه‌ای از تابوت سربازانی که از خارج از کشور به خانه بازمی‌گشتند را با استناد به مسائل مربوط به حریم خصوصی و رعایت احترام ممنوع می‌کرد.

## زندگی شخصی
آکین در ژوئن ۱۹۷۵ با لولی بو، فارغ‌التحصیل دانشگاه هالینز، ازدواج کرد. آنها صاحب شش فرزند شدند. لولی طرفدار تحصیل در خانه بود و همهٔ فرزندانش در خانه آموزش دیدند. سه پسر آنها به آکادمی نیروی دریایی ایالات متحده در آناپولیس رفته و عضو تفنگداران دریایی ایالات متحده شدند. یکی از پسران آکین در حمله به فلوجهٔ عراق شرکت داشت. آکین و همسرش سال‌ها در خانهٔ دوران کودکی آکین، خانه‌ای که متعلق به پدرش بود، در شهر تون اند کانتری در ایالت میزوری زندگی کردند.

### وضعیت سلامتی و وفات
در آوریل ۲۰۰۱، آکین برای درمان سرطان پروستات که در «مرحلهٔ ابتدایی» بود، تحت عمل جراحی قرار گرفت. او در ۳ اکتبر ۲۰۲۱، در ۷۴ سالگی بر اثر سرطان در خانهٔ خود درگذشت.